# Jacob Danckwardt-Lillieström (1693–1759)
Jakob Danckwardt-Lillieström, född 18 oktober 1693 i Örebro, död den 11 februari 1759, var en svensk militär och adelsman, son till Jakob Danckwardt-Lillieström.

## Biografi
Fadern var son till överstelöjtnanten Jacob Danckwardt-Lilleström vid Livregementet till häst och Magdalena Christjernin. Han avlade examina vid Uppsala universitet den 13 april 1714, och blev auskultant i Bergskollegium den 17 november samma år. Han gick in vid sin fars regemente, Livregementet till häst, såsom sekundkorpral 1715, vari han blev befordrad till kvartermästare den 28 februari 1716 samt erhöll lästa officersgraden, kornett 6 oktober samma år. Den 2 april 1718 befordrades han till löjtnant, för att sedermera begära avsked och erhålla ryttmästares grad den 25 juni 1727.
Jacob skänkte 20 000 riksdaler till återuppbyggnaden av Götlunda kyrka, samt inrättande av ett fattighus i Götlunda socken. 
Jacob gifte sig första gången den 3 november 1720 i Stockholm med friherrinnan Maria Elisabet Thegner (1700-1723)) och fick med henne en son, innan hon dog 1723. Han gifte om sig den 17 augusti 1727 med Hedvig von Witten (1712-1741) och fick med henne 9 barn innan hon avled i barnsäng den 24 april 1741. Jacob dog den 11 februari 1759, och ligger begravd i Götlunda kyrka.